# Monastyczna Liturgia Godzin
Monastyczna Liturgia Godzin – brewiarz, którym się posługują zakony monastyczne: Benedyktyni, Cystersi, Kameduli, Trapiści, Loretanki. Brewiarz zawiera kalendarz zakonów i zgromadzeń reguły świętego Benedykta. Monastyczna liturgia jest czterotomowym wydaniem książkowym o dwutygodniowym psałterzu. Do tekstów wspólnych jest dodatkowe oficjum o świętych mnichach i mniszkach.
Poszczególne godziny monastycznej liturgii godzin:
- wezwanie: jeden psalm
- jutrznia: trzy psalmy i pieśń ze Starego Testamentu
- modlitwa przedpołudniowa, południowa, popołudniowa: trzy psalmy
- nieszpory: trzy psalmy i pieśń z Nowego Testamentu
- kompleta: od jednego do trzech psalmów
- godzina czytań: w dni powszednie dwa nokturny każdy po trzy psalmy, w uroczystości i niedziele trzeci nokturn złożony z trzech pieśni ze Starego Testamentu.